# Повало-Швейковский, Александр Николаевич
Александр Николаевич Повало-Швейковский (1834 — 1903) — участник Русско-турецкой войны 1877—1878 г.г., военный губернатор Ферганской области, генерал-лейтенант.

## Биография

### Служба
Родился 6 апреля 1834 года, происходил из старинного дворянского рода польского происхождения Повало-Швейковских. Получив образование в Дворянском полку, 13 августа 1853 года поступил на военную службу с чином корнета. Служа в 1-м гусарском Сумском полку, произведён в поручики (18 мая 1858 года), штабс-ротмистры (11 марта 1860 года) и ротмистры (6 мая 1862 года) и поступил в Николаевскую академию Генерального штаба, которую успешно окончил в 1864 году.
В следующем году майор (с 6 ноября 1864 года) Повало-Швейковский был переведён в Генеральный штаб с переименованием в капитаны и назначен старшим адъютантом штаба 1-й гвардейской пехотной дивизии (6 апреля 1865 года), а затем переведён на ту же должность в 3-ю гвардейскую пехотную дивизию (с 29 сентября 1865 года по 2 ноября 1867 года).
Произведённый в подполковники (31 марта 1868 года), а затем в полковники (28 марта 1871 года) Повало-Швейковский занимал около года должность начальника штаба войск Акмолинской области (с 21 августа 1872 года по 5 ноября 1873 года), а затем вернулся на службу в Европейскую Россию, служа начальником штаба 17-й пехотной дивизии (с 5 ноября 1873 года по 25 марта 1875 года) и 2-й кавалерийской дивизии (с 3 декабря 1876 года по 19 июля 1877 года).
Приняв участие в Русско-турецкой войне 1877 — 1878 годов, Повало-Швейковский за боевые отличия был награждён золотым оружием с надписью "За храбрость". По окончании боевых действий последовательно командовал 90-м пехотным Онежским полком (с 9 марта 1878 года), 67-м пехотным Тарутинским полком (с 28 апреля 1878 года) и 110-м пехотным Камским полком (с 10 марта 1882 года).
28 февраля 1886 года произведён в генерал-майоры и назначен командиром 1-й бригады 13-й пехотной дивизии, а через год, 20 марта 1887 года, был перемещён на должность командира 2-й бригады 28-й пехотной дивизии. Назначенный 25 ноября 1891 года начальником штаба Гренадерского корпуса, Повало-Швейковский прослужил здесь лишь год и 31 декабря 1892 года вновь был переведён на службу в Среднюю Азию, возглавив штаб Туркестанского военного округа. Этот пост он также занимал недолго, уже через полгода, 30 июня 1893 года, получив назначение военным губернатором Ферганской области и командующим резервными и местными войсками этой области.
7 июня 1895 года Повало-Швейковский был назначен императорским комиссаром в смешанную российско-английско-афганскую комиссию по разграничению границы Российской империи и Афганистана. В ходе демаркации границы комиссия присвоила имена российских и британских дипломатов и военных, имевших отношение к установлению границы, ряду горных вершин Памира; в том числе два пика были названы в честь главы британской части комиссии генерала Монтегю Жерара и самого Повало-Швейковского.
14 мая 1896 года в день коронации Николая II Повало-Швейковский был произведён в генерал-лейтенанты, а в следующем году получил знак отличия за XL лет беспорочной службы.

### Андижанское восстание 1898 года
Вечером 17 мая 1898 года местный религиозный деятель Мадали-ишан, пользовавшийся значительной популярностью, возглавил нападение на казармы 20-го Туркестанского линейного батальона в Андижане, действуя под лозунгами газавата и восстановления Кокандского ханства. В ходе нападения было убито более 20 солдат и столько же ранено, но открытым в ответ огнём нападавшие были рассеяны. В ближайшие дни прошли массовые аресты участников восстания, в том числе и Мадали-ишана; 20 мая Повало-Швейковский прибыл в Андижан и в его присутствии состоялись похороны погибших.
На этом служебная деятельность Повало-Швейковского завершилась. Для проведения расследования обстоятельств восстания в Андижан был направлен временно исполнявший обязанности Туркестанского генерал-губернатора генерал Н. И. Корольков (предшественник Повало-Швейковского как военный губернатор Ферганской области), в исправление должности Ферганского военного губернатора вместо отстранённого немедленно после получения в Санкт-Петербурге известия о случившемся Повало-Швейковского 28 мая вступил генерал А. П. Чайковский, а в командование войсками, предназначенными для поимки участников восстания и поддержания в области порядка - генерал М. Е. Ионов.

### Оценка деятельности
Анонимный автор, опубликовавший в 1907 году статью "Андижанское восстание и его причины", полагал, что ответственность Повало-Швейковского за допущение Андижанского восстания была относительной:

Высшая административная власть в крае, обозревая деятельность губернатора в излагаемом событии, именно поставила ему в вину, что генералом не была своевременно замечена и предупреждена подготовка восстания, занявшая, по-видимому, предварительно много времени.
Кажется, что если этот упрёк и справедлив, то не только по отношению к одному генералу Повало-Швейковскому. В докладе по сему генерал Повало-Швейковский выставлялся: совершенно незнакомым с мусульманством, по невыдержанному своему характеру не подходящим для трудной роли губернатора и др. Оказалось, что пятилетняя деятельность Повало-Швейковского с его бестактными отношениями к главным сотрудникам, особенно к уездным начальниками намеренно и явно перед населением дискредитированным в их власти, постепенно растворяла двери движению мусульманских народов. ... Между тем несомненно было дознано, что предупреждения о готовящемся восстании администрация не получала по причине строгой тайны, в которой держались все приготовления; эти предупреждения были получены лишь накануне 17 мая; если бы не некоторые несчастные обстоятельства, о которых упоминать я здесь не буду, можно было бы, несмотря и на такое позднее предупреждение, предотвратить катастрофу. ... Нельзя сильно винить нашу администрацию, имевшую в своём распоряжении массу обязанностей и ничтожные средств, мало знакомую с бытом и внутренним миром туземного населения

Напротив, военный юрист и историк генерал М.А. Терентьев (в качестве военного судьи Туркестанского военно-окружного суда судивший участников восстания), в своём труде "История завоевания Средней Азии" дал Повало-Швейковскому полностью негативную оценку. Подчёркивая бездеятельность губернатора по предотвращению восстания, он писал:

В этот вечер во дворце губернатора шла репетиция детской оперетки "Золушка": куплеты сочинялись отчасти сами Швыйковским ... "Всё раздувают, вечно из мухи делают слона", - сказал он, и никаких распоряжений, никаких мер для предупреждения или пресечения бунта! Даже самой простой и дешёвой меры не принял губернатор: не послал телеграммы в Андижан…

По словам М.А. Терентьева, после подавления восстания Повало-Швейковский проявил необоснованную жестокость:

С небольшим конвоем Швыйковский выступил в Андижан и во всех селениях, через которые проходила шайка ишана, жестоко порол нагайками попадавшихся на глаза "милых селян", за то, что не донесли о проходе шайки... В Андижане началась расправа с захваченными в плен ранеными... Во время варварского, ничем не оправдываемого и ненужного истязания, губернатор бил истязуемых по голове каблуками... двоих засёк до смерти

### Отставка
4 июля 1898 года Повало-Швейковский был уволен от службы по домашним обстоятельствам с мундиром и пенсией, а А.П. Чайковский назначен военным губернатором и командующим войсками Ферганской области. 3 ноября "по всеподданейшему докладу об обстоятельствах вооружённого нападения туземцев Ферганской области на лагерь при г. Андижане" Николай II объявил Повало-Швейковскому выговор "за бездействие власти".
Последние годы жизни Повало-Швейковский провёл в Москве, где 28 января 1903 года скончался в возрасте 68 лет и был похоронен в Новодевичьем монастыре.

## Награды
- Орден Святой Анны 3-й степени (1867 год)
- Орден Святого Станислава 2-й степени (1869 год)
- Орден Святой Анны 2-й степени (1875 год)
- Золотое оружие «За храбрость» (1879 год)
- Орден Святого Владимира 4-й степени с бантом за 25 лет (1879 год)
- Орден Святого Владимира 3-й степени (1880 год)
- Орден Святого Станислава 1-й степени (1890 год)
- Орден Святой Анны 1-й степени (1894 год)
- Знак отличия за XL лет беспорочной службы (1897)
- Ольденбургский Орден Заслуг герцога Петра-Фридриха-Людвига командорского креста с алмазными знаками (1880 год)